# 医薬品化学

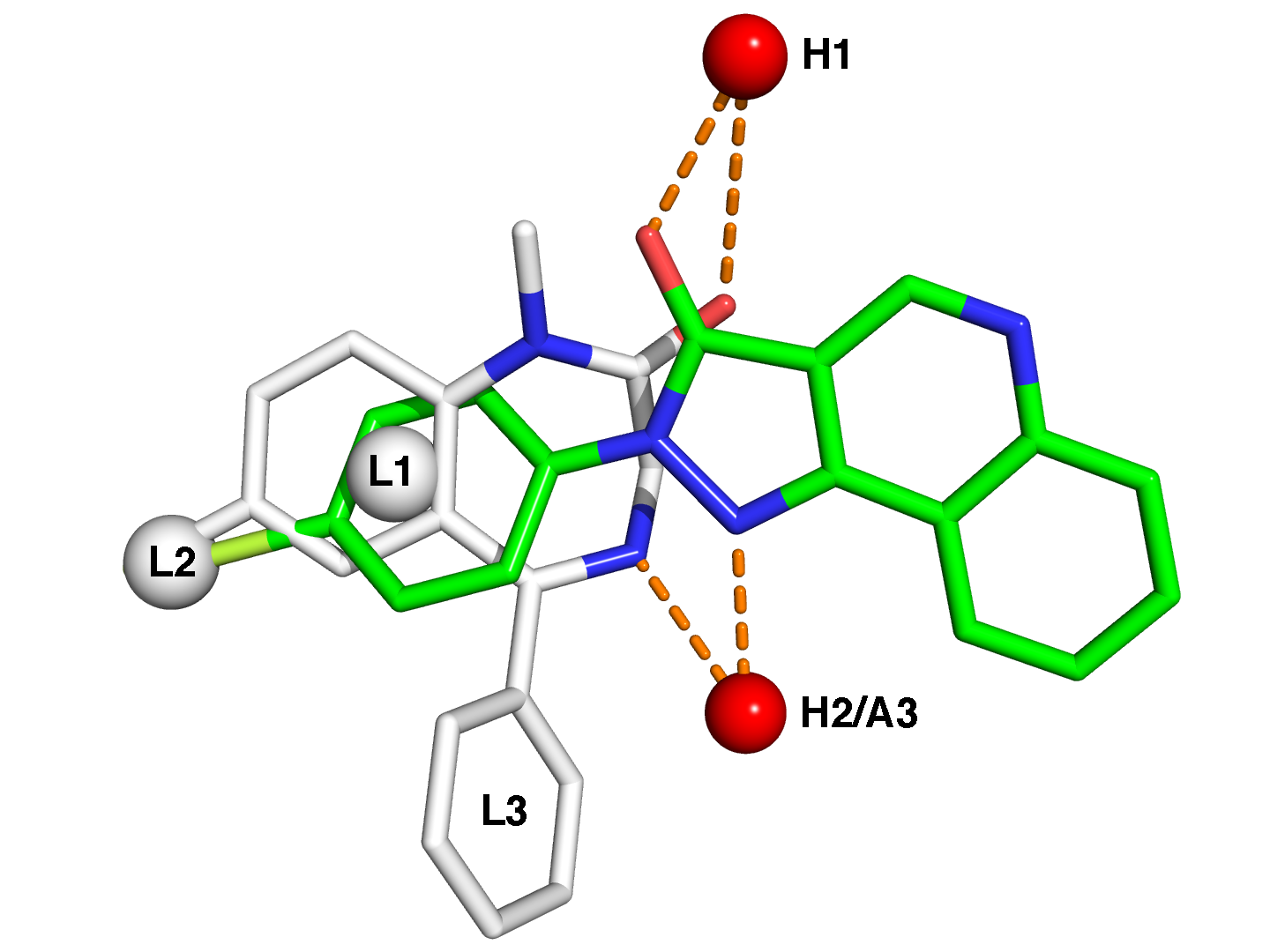
医薬品化学は治療薬の開発を目指している。GABAA受容体上のベンゾジアゼピン結合部位のファーマコフォアモデル。

医薬品化学（いやくひんかがく、medicinal chemistry）と創薬化学（そうやくかがく、pharmaceutical chemistry）は、化学、特に有機合成化学と薬理学、その他さまざまな生物学の専門分野が交差する学問分野であり、医薬品や生理活性分子の設計と化学合成、市場に向けた開発に携わっている。
医薬品として使用される化合物は、ほとんどの場合、有機化合物であり、これらは、しばしば「低分子有機分子」(例えば、アトルバスタチン、フルチカゾン、クロピドグレル) と「生物製剤」(インフリキシマブ、エリスロポエチン、インスリン グラルギン) の広いクラスに分けられ、後者は、タンパク質 (天然および組換え抗体、ホルモンなど) の医薬製剤であることが多い。また、無機化合物や有機金属化合物も薬物として有用である (例えば、炭酸リチウムなどリチウム系、シスプラチンなどの白金系薬剤、ガリウムなど)。
特に、最も一般的な手法である医薬品化学は、有機低分子に焦点を当てており、有機合成化学や天然物の側面、および化学生物学、酵素学、構造生物学と密接に組み合わせた計算化学を含み、新しい治療薬の発見と開発を目指している。実際には、新規化学物質(NCE) を同定し、それを治療用途に適したものにするために体系的に徹底的に合成・改質するという化学的側面が含まれている。また、既存の薬物や開発中の薬剤の生理活性 (生物活性と特性) に関連した研究、すなわち構造活性相関 (SAR) を理解するための合成および計算的側面も含まれている。創薬化学は、医薬品の品質面に焦点を当てており、医薬品の目的への適合性を保証することを目的としている。
生物学的インターフェースの面では、医薬品化学が組み合わさって、一連の高度に学際的な科学の集合を形成し、生化学、分子生物学、生薬学および薬理学、毒物学、獣医学やヒト医学などの生物学的分野とともに、その有機的、物理的、計算化学的な強調事項を設定する。これらは、プロジェクト管理、統計学、製薬ビジネス慣行によって、同定された化学物質を体系的に変更することで、医薬製剤の後、それらが安全かつ有効で、病気の治療の使用に適するように監督する。

## 創薬の過程

### 発見
「発見」とは、しばしば「ヒット」と呼ばれる新規の活性化合物の同定であり、これは通常、所望の生理活性をもつ化合物のアッセイ(試験)によって見いだされる。最初のヒットは、既存の薬剤を新しい病理学的プロセスに転用することや、細菌、真菌、植物などからの新規または既存の天然物の生物学的効果の観察から得られることがある。さらに、ヒットは、治療標的 (酵素、受容体など) に結合した低分子の「フラグメント」の構造観察からも発生し、フラグメントは合成によってより化学的に複雑な形態を開発する出発点となる。最後に、ヒット化合物は、生物学的標的に対する化合物の一括テストからも定期的に発生する。その化合物は、特定の特性 (キナーゼ阻害活性、多様性または薬物類似性など) を持つことが知られている新規の合成化学ライブラリーからのものである可能性や、またはコンビナトリアルケミストリーによって作成された歴史的な化合物コレクションまたはライブラリーからのものである。ヒット化合物の同定と開発には様々なアプローチがあるが、最も成功している手法は、新しい治療薬の発見のみを目的とした長年の厳格な実践を通じて、チーム環境の中で培われた化学的および生物学的な直感に基づいている。

### リードジェネレーションおよびリード最適化
さらなる化学的および分析が必要で、最初に、開発の長期的な可能性に関連した適切な構造活性相関 (SAR) と化学的特性を示すシリーズを提供しない「選別」化合物を特定し、次に、その薬物が実際の患者に投与されたときに有用となるように、所望の一次活性だけでなく、二次活性と生理学的特性に関して、残りのヒットシリーズを改善する。この時点で、化学的修飾は、候補化合物の認識および結合幾何構造 (ファーマコフォア) を改善し、標的に対するそれらの親和性を改善するだけでなく、必要な薬物動態/薬力学 (PK/PD) および毒性学的プロファイル (代謝分解に対する安定性、遺伝子毒性、肝臓毒性および心臓毒性の欠如など) の基礎となる分子の物理化学的特性を改善し、その化合物または生物製剤が動物試験およびヒト試験への導入に適したものにすることができる。

### プロセス化学と開発
合成化学の最終段階では、大規模な動物実験を可能にするための適切な量と品質のリード化合物を製造し、その後、ヒト臨床試験を行う。これには、工業的に大量生産するための合成経路の最適化と、最適な製剤の発見が含まれる。これらのうち、前者は現在でも医薬品化学のベイリウィック(bailiwick, 知識の分野)であり、後者は製剤科学の専門化 (物理化学、高分子化学と材料科学の構成要素を持つ) をもたらす。数百キログラム以上の工業規模の合成のための合成経路の適応と最適化を目的とした医薬品化学の合成化学の専門分野はプロセス合成と呼ばれ、大規模な反応 (反応熱力学、経済性、安全性など) の文脈で許容される合成実務の知識を完全に含んでいる。この段階で重要なのは、材料の調達、取り扱い、化学に関するより厳格な適正製造規範(GMP)要件への移行である。

### 合成解析
医薬品化学で採用されている合成方法論は、従来の有機合成には適用されない制約を受けている。薬剤のスケールアップが見込まれるため、安全性が最も重要である。試薬の潜在的な毒性は、方法論に影響を与える。

### 構造解析
医薬品の構造は、有効性、安定性、および入手性を予測する手段の一つとして、さまざまな方法で評価される。リピンスキーの法則は、水素結合のドナーとアクセプターの数、回転可能な結合の数、表面積、および親油性に焦点を当てている。医薬品化学者が化合物を評価または分類する他のパラメータとして、合成の複雑さ、キラリティー(鏡像異性)、平坦度、芳香環数などがある。
リード化合物の構造解析は、リガンドを実際に合成する前に、計算手法を用いて行われることが多い。これは、時間と財政的な考慮 (支出など) を含み、これらに限定されない多くの理由のために行われる。目的のリガンドが研究室で合成された後、従来の方法 (TLC、NMR、GC/MSなど) で分析が行われる。

## 教育
医薬品化学は本質的に学際的な科学であり、実務者は有機化学の強力なバックグラウンドを持っており、最終的には細胞の創薬標的に関連する生物学的概念の幅広い理解と結び付けなければならない。医薬品化学の研究者は、主に産業科学者であり (ただし以下を参照)、化学的能力、特に合成能力と化学原理を利用して、効果的な治療薬を設計する学際的なチームの一員として働いている。教育の期間は非常に長く、実務者は4年間の学士号を取得した後、4～6年間の有機化学の博士号を取得しなければならないことが多い。ほとんどの研修レジメには、化学博士号の取得後、2年以上の博士研究員期間も含まれており、合計で10年から12年の大学教育を受けることになる。しかし、修士レベルの就職先は製薬業界にも存在し、博士レベルでは、さらに学術研究機関や政府機関への就職の機会がある。多くの医薬品化学者、特に学術研究機関や研究機関では、Pharm.D (薬学博士) も取得している。これらのPharm.D/Ph.D研究者の中には、RPh (Registered Pharmacists; 登録薬剤師) もいる。
医薬品化学の大学院レベルのプログラムは、伝統的に薬学部に関連する医薬品化学や薬学系学部、そして一部の化学系の学部で見つけることができる。しかし、現役の医薬品化学者の大半は、医薬品化学というよりも有機化学の学位 (MS、特にPh.D) を持っており、そのポジションの大半は、必然的に最も網が広く、最も広範な合成活動が行われる「発見分野」にある。
低分子治療薬の発見においては、幅広い合成経験と作業台作業の「速度」を供する教育に重点が置かれていることは明らかである (例えば、博士号取得者やポスドクのポジションで有機合成や天然物の合成を純粋に行っている人の場合)。化学ライブラリーの設計と合成、または実行可能な商業的合成を目的としたプロセス化学の実行に関連する医薬品化学の専門分野 (一般的に機会の少ない分野) では、教育パスははるかに多様であることがよくある (例えば、物理有機化学、ライブラリー関連の合成などに焦点を当てた教育を含む)。
このように、特に米国では、医薬品化学のエントリーレベルの労働者のほとんどは、医薬品化学の正式な教育を受けていないが、就職後に必要な医薬品化学と薬理学的な背景を受けている。製薬会社は、治療プロジェクトの実践的な合成に積極的に関与することで、「医薬品化学」(medichem)教育の実践的な理解やモデルを提供している。 (計算医薬品化学の専門分野では、同じことが多少当てはまるものの、合成分野ほどではない)。